# Premi e riconoscimenti di Allison Janney
Questa è la lista dei premi e riconoscimenti ricevuti dell'attrice Allison Janney. 

## Premi cinematografici e televisivi

### Principali
- Premio Oscar
  - 2018 - Miglior attrice non protagonista per Tonya[1]

- Premio BAFTA
  - 2018 - Migliore attrice non protagonista per Tonya[2]
- Golden Globe
  - 2001 - Candidatura alla migliore attrice non protagonista in una serie, miniserie o film televisivo per West Wing - Tutti gli uomini del Presidente
  - 2002 - Candidatura alla migliore attrice non protagonista in una serie, miniserie o film televisivo per West Wing - Tutti gli uomini del Presidente
  - 2003 - Candidatura alla migliore attrice in una serie drammatica per West Wing - Tutti gli uomini del Presidente
  - 2004 - Candidatura alla migliore attrice in una serie drammatica per West Wing - Tutti gli uomini del Presidente
  - 2015 - Candidatura alla migliore attrice non protagonista in una serie, miniserie o film televisivo per Mom
  - 2018 - Migliore attrice non protagonista in un film per Tonya[3]
  - 2025 - Candidatura alla migliore attrice non protagonista in una serie, miniserie o film televisivo per The Diplomat
- Screen Actors Guild Award
  - 2000 - Miglior cast cinematografico per American Beauty
  - 2001 - Migliore attrice in una serie drammatica per West Wing - Tutti gli uomini del Presidente
  - 2001 - Miglior cast in una serie drammatica per West Wing - Tutti gli uomini del Presidente
  - 2002 - Migliore attrice in una serie drammatica per West Wing - Tutti gli uomini del Presidente
  - 2002 - Miglior cast in una serie drammatica per West Wing - Tutti gli uomini del Presidente
  - 2003 - Candidatura alla migliore attrice in una serie drammatica per West Wing - Tutti gli uomini del Presidente
  - 2003 - Candidatura alla miglior cast in una serie drammatica per West Wing - Tutti gli uomini del Presidente
  - 2003 - Candidatura alla miglior cast cinematografico per The Hours
  - 2004 - Candidatura alla migliore attrice in una serie drammatica per West Wing - Tutti gli uomini del Presidente
  - 2004 - Candidatura alla miglior cast in una serie drammatica per West Wing - Tutti gli uomini del Presidente
  - 2005 - Candidatura alla migliore attrice in una serie drammatica per West Wing - Tutti gli uomini del Presidente
  - 2005 - Candidatura alla miglior cast in una serie drammatica per West Wing - Tutti gli uomini del Presidente
  - 2006 - Candidatura alla miglior cast in una serie drammatica per West Wing - Tutti gli uomini del Presidente
  - 2008 - Candidatura alla miglior cast cinematografico per Hairspray - Grasso è bello
  - 2012 - Miglior cast cinematografico per The Help
  - 2018 - Migliore attrice non protagonista cinematografica per Tonya[4]

### Altri
- AACTA Award
  - 2018 - Migliore attrice non protagonista cinematografica internazionale per Tonya
- Critics' Choice Awards
  - 2003 - Candidatura al miglior cast corale cinematografico per The Hours
  - 2008 - Candidatura al miglior cast corale cinematografico per Juno
  - 2008 - Miglior cast corale cinematografico per Hairspray - Grasso è bello
  - 2012 - Miglior cast corale cinematografico per The Help
  - 2014 - Migliore attrice ospite in una serie drammatica per Masters of Sex
  - 2014 - Migliore attrice non protagonista in una serie commedia per Mom
  - 2015 - Migliore attrice non protagonista in una serie commedia per Mom
  - 2016 - Candidatura alla migliore attrice non protagonista in una serie commedia per Mom
  - 2017 - Candidatura alla migliore attrice non protagonista in una serie commedia per Mom
  - 2018 - Candidatura alla migliore attrice protagonista in una serie commedia per Mom
  - 2018 - Migliore attrice non protagonista in un film per Tonya[5]
  - 2019 - Candidatura alla migliore attrice protagonista in una serie commedia per Mom
  - 2025 - Candidatura alla miglior attrice non protagonista in una serie drammatica per The Diplomat[6]

- Emmy Award
  - 2000 - Migliore attrice non protagonista in una serie drammatica per West Wing - Tutti gli uomini del Presidente
  - 2001 - Migliore attrice non protagonista in una serie drammatica per West Wing - Tutti gli uomini del Presidente
  - 2002 - Migliore attrice protagonista in una serie drammatica per West Wing - Tutti gli uomini del Presidente
  - 2003 - Candidatura alla migliore attrice protagonista in una serie drammatica per West Wing - Tutti gli uomini del Presidente
  - 2004 - Migliore attrice protagonista in una serie drammatica per West Wing - Tutti gli uomini del Presidente
  - 2006 - Candidatura alla migliore attrice protagonista in una serie drammatica per West Wing - Tutti gli uomini del Presidente
  - 2014 - Migliore attrice ospite in una serie drammatica per Masters of Sex
  - 2014 - Migliore attrice non protagonista in una serie commedia per Mom
  - 2015 - Candidatura alla migliore attrice ospite in una serie drammatica per Masters of Sex
  - 2015 - Migliore attrice non protagonista in una serie commedia per Mom
  - 2016 - Candidatura alla migliore attrice ospite in una serie drammatica per Masters of Sex
  - 2016 - Candidatura alla migliore attrice non protagonista in una serie commedia per Mom
  - 2017 - Candidatura alla migliore attrice protagonista in una serie commedia per Mom
  - 2018 - Candidatura alla migliore attrice protagonista in una serie commedia per Mom
  - 2021 - Candidatura alla migliore attrice protagonista in una serie commedia per Mom

## Premi teatrali
- Tony Award
  - 1998 - Candidatura alla migliore attrice protagonista in un'opera teatrale per Uno sguardo dal ponte
  - 2009 - Candidatura alla migliore attrice protagonista in un musical per 9 to 5

- Drama Desk Award
  - 1997 - Candidatura alla migliore attrice di supporto in un'opera teatrale per Il divo Garry
  - 1998 - Migliore attrice di supporto in un'opera teatrale per Uno sguardo dal ponte
  - 2009 - Migliore attrice protagonista in un musical teatrale per 9 to 5